# زنان در استرالیا
زنان در استرالیا (انگلیسی: Women in Australia) به نقش و حضور جمعیتی و فرهنگی زنان در استرالیا اشاره دارد. زنان استرالیایی در بسیاری از زمینه‌ها به توسعه این کشور کمک زیادی کرده‌اند. از لحاظ تاریخی، یک سوگیری مردانه بر فرهنگ استرالیا حاکم بوده‌است. از سال ۱۹۸۴، قانون تبعیض جنسی ۱۹۸۴ تبعیض جنسیتی را در سراسر استرالیا در طیف وسیعی از زمینه‌های زندگی عمومی، از جمله کار، محل اقامت، تحصیل، ارائه کالاها، امکانات و خدمات، فعالیت‌های سازمان‌ها و اداره امور اجتماعی ممنوع کرده‌است. اگرچه برخی نابرابری‌های باقی مانده هنوز پابرجا هستند. استرالیا در سال ۲۰۱۷ توسط گروه تحقیقاتی New World Wealth به عنوان امن‌ترین کشور جهان برای زنان شناخته شد.

## تاریخچه
| سال  | نرها   | ماده‌ها | جمع    |
| ---- | ------ | ------ | ------ |
| ۱۷۸۸ | ۵۲۹    | ۱۸۸    | ۷۱۷    |
| ۱۷۹۰ | ۲۹۷    | ۷۰     | ۳۶۷    |
| ۱۸۰۰ | ۱٬۲۳۰  | ۳۲۸    | ۱٬۵۵۸  |
| ۱۸۰۵ | ۱۵۶۱   | ۵۱۶    | ۲۰۷۷   |
| ۱۸۱۹ | ۸٬۹۲۰  | ۱۰۶۶   | ۹٬۹۸۶  |
| ۱۸۲۸ | ۱۶٬۴۴۲ | ۱٬۵۴۴  | ۱۷۹۸۶  |
| ۱۸۳۶ | ۲۵٬۲۵۴ | ۲٬۵۷۷  | ۲۷٬۸۳۱ |
| ۱۸۴۱ | ۲۳٬۸۴۴ | ۳٬۱۳۳  | ۲۶۹۷۷  |

استرالیا در سال ۱۷۸۸ به عنوان مستعمره تأسیس شد. جمعیت آن عمدتاً مرد بودند، بین سال‌های ۱۷۸۸ و ۱۷۹۲، حدود ۳۵۴۶ مرد و ۷۶۶ زن در سیدنی حضور داشتند. این عدم تعادل شدید جنسیتی مشکلات اجتماعی زیادی ایجاد کرد. برخی از زنان به دلیل شرایط اقتصادی و عدم تعادل جنسیتی به تن‌فروشی می‌پرداختند. دولت‌های استعماری مشتاق رسیدگی به عدم تعادل جنسیتی بودند. اولین تلاش برای جبران این عدم تعادل، سفر لیدی جولیان بود، کشتی‌ای که فقط برای حمل محکومان زن به نیو ساوت ولز اجاره شده بود، اما در این سفر بدنام شد و به آن لقب «فاحشه‌خانه شناور» داده شد. مردان اروپایی نیز کالاهای اروپایی را با خدمات جنسی زنان بومی مبادله می‌کنند.
زنان در دوران استعمار نقش مهمی در آموزش و رفاه داشتند. الیزابت مک کواری، همسر فرماندار مک کواری، به رفاه زنان زندانی علاقه‌مند بود. الیزابت مکارتور هم عصر او نیز به دلیل «قدرت زنانه» خود در کمک به ایجاد صنعت پشم مرینوس استرالیا در طول غیبت اجباری همسرش جان ماکارتور پس از شورش رام مورد توجه قرار گرفت. خواهران کاتولیک خیریه در سال ۱۸۳۸ به ارائه مراقبت‌های در یک زندان زنان، بازدید از بیمارستان‌ها و مدارس و ایجاد شغل برای زنان محکوم پرداختند. آنها بیمارستان‌هایی را در چهار ایالت شرقی تأسیس کردند، که با بیمارستان سنت وینسنت، سیدنی در سال ۱۸۵۷ به عنوان یک بیمارستان رایگان برای همه مردم، به ویژه برای فقرا، شروع شد. بسیاری دیگر از راهبه‌های ایرلندی بیمارستان‌ها و مدارسی تأسیس کردند. کارولین چیشولم (۱۸۰۸–۱۸۷۷) یک پناهگاه زنان مهاجر تأسیس کرد و در دهه ۱۸۴۰ برای رفاه زنان در مستعمرات کار کرد. تلاش‌های بشردوستانه او بعداً باعث شهرت او در انگلستان شد و تأثیر زیادی در دستیابی به حمایت از خانواده‌های مستعمره داشت. جان بد پولدینگ، اولین اسقف کاتولیک سیدنی، در سال ۱۸۵۷ یک گروه راهبه استرالیایی به نام خواهران سامری خوب را برای کار در آموزش و امور اجتماعی تأسیس کرد. خواهران سنت جوزف در استرالیای جنوبی توسط سنت مری مک کیلوپ و پدر جولیان تنیسون وودز در سال ۱۸۶۷ تأسیس شد. مک کیلوپ در سراسر استرالیا سفر کرد و مدارس، صومعه‌ها و مؤسسات خیریه تأسیس کرد. او در سال ۲۰۱۰ توسط بندیکت شانزدهم به عنوان قدیس شناخته شد و اولین استرالیایی بود که توسط کلیسای کاتولیک مورد تجلیل قرار گرفت.

## حقوق

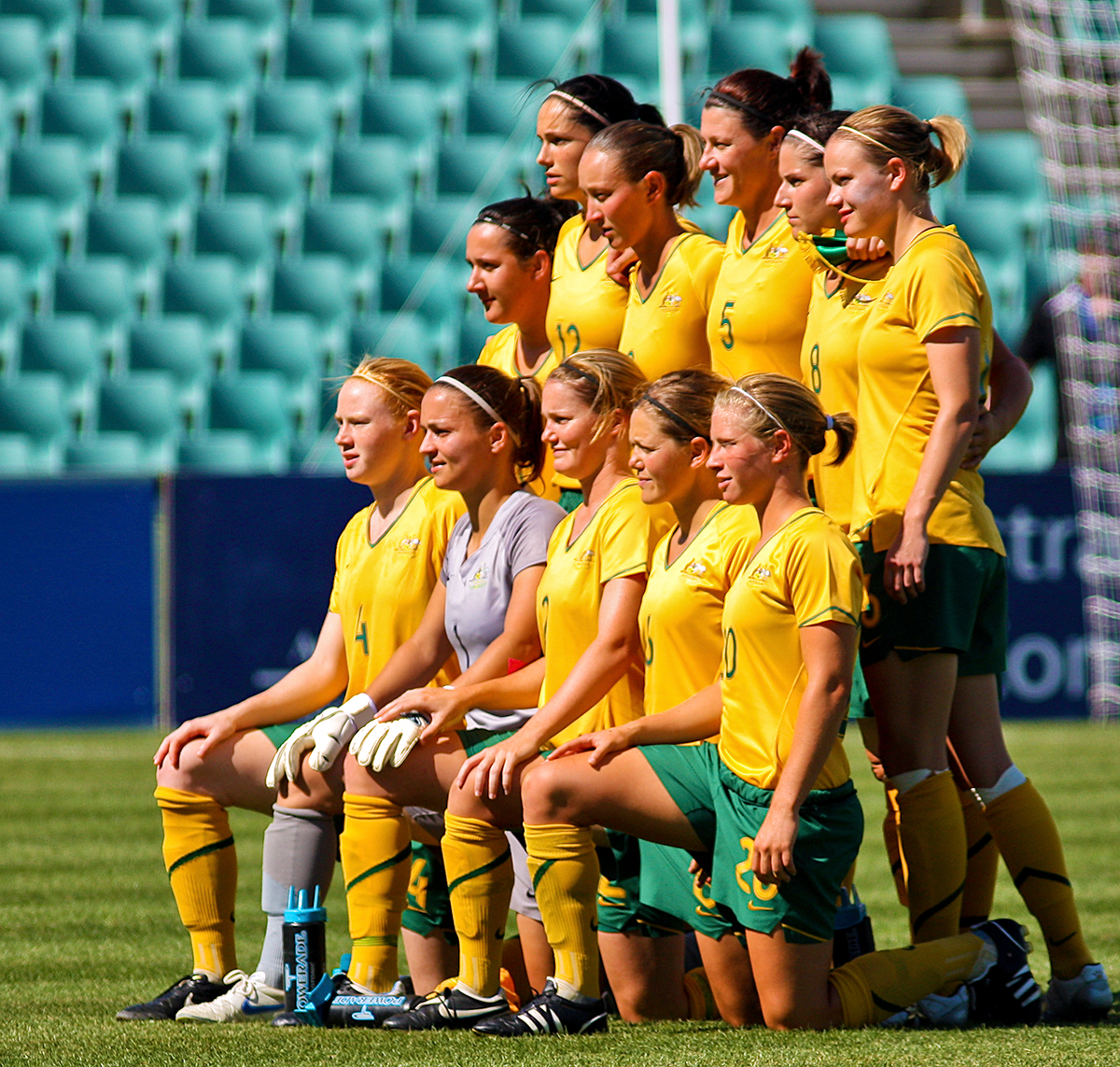
تیم ملی فوتبال زنان در سال ۲۰۰۹

### حق رای
استرالیا در اواخر قرن نوزدهم در ایجاد حق رای زنان در جهان پیشتاز بود. زنان دارای مالکیت در استرالیای جنوبی در انتخابات محلی (اما نه انتخابات پارلمانی) در سال ۱۸۶۱ رای دادند. هنریتا داگدیل اولین انجمن حق رای زنان استرالیایی را در ملبورن در سال ۱۸۸۴ تشکیل داد. زنان در سال ۱۸۹۵ واجد شرایط رای دادن به پارلمان استرالیای جنوبی شدند. این اولین قانونی در جهان بود که به زنان اجازه می‌داد در انتخابات مناصب سیاسی نیز شرکت کنند و در سال ۱۸۹۷، کاترین هلن اسپنس اولین نامزد سیاسی زن برای مناصب سیاسی شد که ناموفق بود. او به عنوان نماینده کنوانسیون فدرال در مورد فدراسیون استرالیا در انتخابات شرکت کرد. . استرالیای غربی در سال ۱۸۹۹ حق رای را به زنان غیر بومی واجد شرایط اعطا کرد

### حقوق باروری و سلامت
سقط جنین در استرالیا تا سال ۱۹۶۹ در هر شرایطی غیرقانونی بود، تا زمانی که «حکم منهنیت» در پرونده «آر در مقابل دیویدسون» اعلام کرد که اگر سلامت جسمی یا روانی یا زندگی زن به خطر بیفتد، سقط جنین قانونی است. این اصل در سراسر استرالیا پذیرفته شده‌است. از سال ۲۰۱۹، سقط جنین در صورت تقاضا (تا حد معین) در تمام ایالت‌ها و مناطق استرالیا به جز استرالیای جنوبی قانونی بود. تخمین زده می‌شود که یک چهارم تا یک سوم زنان استرالیایی در طول زندگی خود سقط جنین خواهند کرد، و حق سقط جنین از حمایت مردمی قوی برخوردار است.

## سیاست
علیرغم اینکه در سال ۱۹۰۲ به زنان حق نامزدی در انتخابات فدرال داده شد، زنان در ۲۰ سال اول سیاست استرالیا تا زمان انتخاب ادیت کوان در سال ۱۹۲۱ در مجلس قانونگذاری استرالیای غربی حضور نداشتند، و نماینده فدرال نبودند. تا انتخابات فدرال ۱۹۴۳ که دوروتی تانگنی و انید لیون به ترتیب در سنا و مجلس نمایندگان انتخاب شدند. لیون اولین زنی شد که در وزارت رابرت منزیس در سال ۱۹۴۹ سمت کابینه داشت. اولین نخست‌وزیر زن استرالیا، جولیا گیلارد در سال ۲۰۱۰ منصوب شد

## برابری جنسیتی
در اواخر قرن نوزدهم، زنان متأهل ابتدا حقوق مالکیت خود، شکایت، انعقاد قراردادها، مشمول قوانین ورشکستگی، مسئولیت بدهی‌های قرارداد شده قبل از ازدواج و نفقه را به دست آوردند. از فرزندانشان آنها همان حقوقی را که زنان مجرد در اختیار داشتند به دست آوردند. ایالت ویکتوریا قانون دارایی زنان متأهل را در سال ۱۸۸۴، نیو ساوت ولز در سال ۱۸۷۹ و ایالت‌های باقی مانده را بین سال‌های ۱۸۹۰–۱۸۹۷ تصویب کرد.